# Winthemia andersoni
Winthemia andersoni là một loài ruồi trong họ Tachinidae.